# Base Družnaja 3
La base Družnaja 3 (in russo База Дружная-3) era una base antartica estiva sovietica ubicata nella costa della principessa Martha, Terra della regina Maud
Localizzata ad una longitudine di 71°06′ sud e ad una latitudine di 10°49′ ovest la base, aperta nel 1987, è attualmente abbandonata, ma accoglie sporadicamente personale russo per ricerche specifiche.